# Caulophacus agassizi
Caulophacus agassizi är en svampdjursart som beskrevs av Schulze 1899. Caulophacus agassizi ingår i släktet Caulophacus och familjen Rossellidae. Inga underarter finns listade i Catalogue of Life.